# 降幡愛
降幡愛（日语：／ Furihata Ai，1994年2月19日—），是日本的女性聲優，曾是Office-tb旗下藝人，如今是Across的藝人。

## 人物簡歷
- 興趣為鑑賞音樂、繪畫、蒐集T-Shirt。[2]
- 曾在Aqours生放送(現場直播)節目中模仿"性感的家庭教師"讓伊波杏樹爆氣
- 擁有「文字處理實際業務檢定」2級、「硬筆書寫技能檢定」3級的證照。[2]
- 2015年獲選為《Love Live! Sunshine!!》角色黑澤露比的聲優。
- 2015年11月，開始經營Instagram。
- 2019駕照考取成功。
- 2020年6月11日個人歌手出道，將於2020年秋季發佈首張迷你專輯《Moonrise》。

## 出演作品
※ 粗體字為主要角色

### 電視動畫
2016年
- Love Live! Sunshine!!（第1期）（黑澤露比）
- orange橘色奇蹟（佐久）

2017年
- Love Live! Sunshine!!（第2期）（黑澤露比）
- 無論何時我們的戀情都是10厘米。（少女B）

2018年
- 閃躍吧！星夢☆頻道（たい子）

2020年
- Healin' Good ♥ 光之美少女（水的元素精靈、美月、果實的元素精靈、風的元素精靈、火的元素精靈、吹田、聲音的元素精靈、海的元素精靈）
- 勇者鬥惡龍 達伊的大冒險（可美）
- 鐵路浪漫譚（伊予[3]）
- 我立於百萬生命之上（魔法粉）

2021年
- 大人的防具店II（小守）

2022年
- Project Sekai（桃井愛莉）

2023年
- 幻日夜羽 -鏡中暉光-（露比[4]）
- （[5]）

2024年
- 星際莊的戀愛日記（松原照子[6]）

2025年
- 中禪寺老師妖怪講義錄 解謎就交給老師。（中禪寺敦子[7]）

### 劇場版動畫
2019年
- Love Live! Sunshine!! 學園偶像電影～彩虹彼端～（黑澤露比）
- 劇場版 為了誰的鍊金術師（莉茲蓓特）

2025年
- 劇場版 世界計畫 崩壞的世界與無法歌唱的初音未來（桃井愛莉[8]）

### 遊戲
- Love Live! 學園偶像祭（黑澤露比）
- 白貓Project（アレクサンダー、グリーズ、チッチョ）
- ICEY（艾希）
- Crash Fever（黑澤露比）
- 世界計畫 繽紛舞台！ feat.初音未來（桃井愛莉）
- Love Live! 學園偶像祭 ALL STARS（黑澤露比）

### 雜誌企劃
- Love Live! Sunshine!!（2015年4月－，黑澤露比）

### 音樂CD
| 發售日期 | 標題                           | 名義 | 樂曲                                         | 商業搭配              |
| 2015年   | 2015年                         | 2015年 | 2015年                                       | 2015年                |
| -------- | ------------------------------ | --- | -------------------------------------------- | --------------------- |
| 10月7日  | 你的心靈是否光芒閃耀？         | Aqours 高海千歌（伊波杏樹）、櫻內梨子（逢田梨香子）、松浦果南（諏訪奈奈香）、黑澤黛雅（小宮有紗）、渡邊曜（齊藤朱夏）、津島善子（小林愛香）、國木田花丸（高槻加奈子）、小原鞠莉（鈴木愛奈）、黑澤露比（降幡愛） | 「」 「Step! ZERO to ONE」 「Aqours☆HEROES」 | Love Live! Sunshine!! |
| 2016年   |                                | |                                              |                       |
| 4月27日  | 想在AQUARIUM戀愛               | Aqours 高海千歌（伊波杏樹）、櫻內梨子（逢田梨香子）、松浦果南（諏訪奈奈香）、黑澤黛雅（小宮有紗）、渡邊曜（齊藤朱夏）、津島善子（小林愛香）、國木田花丸（高槻加奈子）、小原鞠莉（鈴木愛奈）、黑澤露比（降幡愛） | 「」 「」 「」                               | Love Live! Sunshine!! |
| 5月11日  | 元氣全開DAY! DAY! DAY!         | CYaRon! 高海千歌（伊波杏樹）、渡邊曜（齊藤朱夏）、黑澤露比（降幡愛） | 「」 「」                                    | Love Live! Sunshine!! |
| 7月20日  | 青空Jumping Heart              | Aqours 高海千歌（伊波杏樹）、櫻內梨子（逢田梨香子）、松浦果南（諏訪奈奈香）、黑澤黛雅（小宮有紗）、渡邊曜（齊藤朱夏）、津島善子（小林愛香）、國木田花丸（高槻加奈子）、小原鞠莉（鈴木愛奈）、黑澤露比（降幡愛） | 「青空Jumping Heart」 「ハミングフレンド」   | Love Live! Sunshine!! |
| 8月20日  | 從訴說夢想到歌唱夢想           | Aqours 高海千歌（伊波杏樹）、櫻內梨子（逢田梨香子）、松浦果南（諏訪奈奈香）、黑澤黛雅（小宮有紗）、渡邊曜（齊藤朱夏）、津島善子（小林愛香）、國木田花丸（高槻加奈子）、小原鞠莉（鈴木愛奈）、黑澤露比（降幡愛） | 「」 「」                                    | Love Live! Sunshine!! |
| 9月14日  | 想用夢照亮夜空/不成熟的DREAMER | Aqours 高海千歌（伊波杏樹）、櫻內梨子（逢田梨香子）、松浦果南（諏訪奈奈香）、黑澤黛雅（小宮有紗）、渡邊曜（齊藤朱夏）、津島善子（小林愛香）、國木田花丸（高槻加奈子）、小原鞠莉（鈴木愛奈）、黑澤露比（降幡愛） | 「」 「未熟DREAMER」                         | Love Live! Sunshine!! |
| 11月9日  | 思念合而為一吧/MIRAI TICKET    | Aqours 高海千歌（伊波杏樹）、櫻內梨子（逢田梨香子）、松浦果南（諏訪奈奈香）、黑澤黛雅（小宮有紗）、渡邊曜（齊藤朱夏）、津島善子（小林愛香）、國木田花丸（高槻加奈子）、小原鞠莉（鈴木愛奈）、黑澤露比（降幡愛） | 「 」 「MIRAI TICKET」                       | Love Live! Sunshine!! |
| 11月23日 | 不會停止的Jingle Bell          | Aqours 高海千歌（伊波杏樹）、櫻內梨子（逢田梨香子）、松浦果南（諏訪奈奈香）、黑澤黛雅（小宮有紗）、渡邊曜（齊藤朱夏）、津島善子（小林愛香）、國木田花丸（高槻加奈子）、小原鞠莉（鈴木愛奈）、黑澤露比（降幡愛） | 「」 「」                                    | Love Live! Sunshine!! |
| 2017年   |                                | |                                              |                       |
| 4月5日   | HAPPY PARTY TRAIN              | Aqours 高海千歌（伊波杏樹）、櫻內梨子（逢田梨香子）、松浦果南（諏訪奈奈香）、黑澤黛雅（小宮有紗）、渡邊曜（齊藤朱夏）、津島善子（小林愛香）、國木田花丸（高槻加奈子）、小原鞠莉（鈴木愛奈）、黑澤露比（降幡愛） | 「HAPPY PARTY TRAIN」 「SKY JOURNEY」 「」   | Love Live! Sunshine!! |
| 5月10日  | 不久將來的Happy End            | CYaRon! 高海千歌（伊波杏樹）、渡邊曜（齊藤朱夏）、黑澤露比（降幡愛） | 「」 「」                                    | Love Live! Sunshine!! |
| 6月30日  | Landing action Yeah!!          | Aqours 高海千歌（伊波杏树）、樱内梨子（逢田梨香子）、松浦果南（诹访七香）、黑泽黛雅（小宫有纱）、渡边曜（齐藤朱夏）、津岛善子（小林爱香）、国木田花丸（高槻加奈子）、小原鞠莉（铃木爱奈）、黑泽露比（降幡爱）   | “Landing action Yeah!!”                      | Love Live! Sunshine!! |
| 8月2日   | SUMMER VACATION                | 黑泽黛雅（小宫有纱）、黑泽露比（降幡爱） | “”                                           | Love Live! Sunshine!! |
| 2025年   |                                | |                                              |                       |
| 1月22日  | 愛♡ScReam！                    | AiScReam 黑澤露比（降幡愛）、上原步夢（大西亞玖璃）與若菜四季（大熊和奏） | 「」 「ICE LIMIT」                           | Love Live! Sunshine!! |

### 廣告
- 2025年 日本麥當勞廣告

## 外部連結
- 降幡 愛 | Office-tb （页面存档备份，存于）（日語）
- 降幡愛的X（前Twitter）
- 降幡愛的Instagram帳戶